# Michel Vorm
Michel Armand Vorm (* 20. Oktober 1983 in Nieuwegein) ist ein ehemaliger niederländischer Fußballtorwart.

## Karriere

### Verein
Aus der Jugend des JSV Nieuwegein kam Vorm 2001 zum FC Utrecht, wo er jedoch zunächst ohne Einsatz in der ersten Mannschaft blieb. 2005/06 wurde er an den FC Den Bosch in die Eerste Divisie ausgeliehen, bei dem er als Stammtorhüter 35 Zweitligaeinsätze verbuchen konnte. 2006 kehrte er nach Utrecht zurück und spielte nunmehr 33-mal im Eredivisie-Team; am Ende der Saison wählten die Utrechter Fans ihn zum Spieler des Jahres. In der folgenden Saison kam er aufgrund einiger Verletzungen nur auf elf Einsätze bei den Utrechtern. In der Spielzeit 2008/09 schenkte ihm Trainer Willem van Hanegem wieder sein Vertrauen, und Vorm stand von Saisonbeginn an als Stammkeeper im Tor des FC, was sich auch im Jahr darauf nicht ändern sollte. Im Sommer 2011 unterschrieb der Torhüter beim englischen Premier-League-Aufsteiger Swansea City. Zuvor lief er noch im ersten Spiel der Eredivisie-Saison 2011/12 für den FCU auf. In Swansea soll der Niederländer mit dem Deutschen Gerhard Tremmel und dem Portugiesen José Moreira um den Platz in der Startelf konkurrieren. Sein Premier-League-Debüt gab Vorm dann am 15. August 2011, dem 1. Spieltag der Saison, gegen Manchester City. Die Partie ging 0:4 verloren.
Zur Saison 2014/15 wechselte Vorm gemeinsam mit Ben Davies zu Tottenham Hotspur, im Gegenzug wechselte Gylfi Sigurðsson nach Swansea. Er unterschrieb einen Vierjahresvertrag bis zum 30. Juni 2018. Vorm war hinter Hugo Lloris Ersatztorwart. Nach 13 Ligaspielen verließ er den Verein nach der Saison 2018/19 und war zunächst vereinslos. Nachdem sich Lloris schwerer verletzt hatte, wurde Vorm im Oktober 2019 erneut bis zum Ende der Saison 2019/20 unter Vertrag genommen, um als Ersatz für Paulo Gazzaniga zu agieren.

### Nationalmannschaft
Beim Europameisterschaftsgewinn 2006 der niederländischen U-21-Mannschaft gehörte Vorm zum Kader, blieb jedoch während des Turniers als zweiter Torwart hinter Kenneth Vermeer ohne Einsatz. Anfang Oktober 2008 berief Bondscoach Bert van Marwijk Vorm in den Kader der A-Nationalmannschaft. Nachdem sich Stammtorhüter Maarten Stekelenburg verletzungsbedingt abgemeldet und sein Stellvertreter Henk Timmer nicht einsatzfähig war, kam zunächst der nach der EM 2008 zurückgetretene Edwin van der Sar für zwei Spiele zurück ins Tor; Vorm war dritter Keeper hinter Timmer. Zum Freundschaftsspiel gegen Schweden am 19. November 2008 kam Timmer wieder als Nummer eins zum Einsatz. Nach der Halbzeit trat Vorm zu seinem ersten Länderspiel an und musste wenige Minuten später den Gegentreffer von Kim Källström hinnehmen. Den Rest der Partie in Amsterdam, die 3:1 für die Niederlande endete, absolvierte er ohne Gegentor. Bei der WM 2010 in Südafrika war er die Nummer 2 hinter Maarten Stekelenburg und kam zu keinem Einsatz. Bei der Fußball-Weltmeisterschaft 2014 in Brasilien war er wieder Ersatztorhüter und wurde im Spiel um den dritten Platz gegen Gastgeberland Brasilien, das die Niederländer mit 3:0 für sich entschieden, kurz vor Schluss für Jasper Cillessen eingewechselt. Damit war die „Oranje“ das einzige Team dieser WM, bei welchem alle mitgereisten Spieler während eines Pflichtspieles eingesetzt wurden.

## Erfolge
- U-21-Europameister: 2006

- Dritter der Weltmeisterschaft: 2014